# Eric Fenby
Eric William Fenby OBE (Scarborough, 22 avril 1906 – Scarborough, 18 février 1997) est un compositeur britannique, chef d'orchestre, pianiste, organiste et professeur. Il est mieux connu pour avoir été l'assistant de Frederick Delius entre 1928 et 1934, période où il permet au musicien aveugle et paralysé d'achever un certain nombre d'œuvres qui n'auraient autrement jamais abouti.

## Biographie
Fenby très jeune, prend des leçons de piano, d'orgue et de violoncelle. Dès l'âge de douze ans, il est nommé organiste à l'Église Sainte-Trinité. En tant que compositeur, il est en grande partie autodidacte. En 1925, il dirige une œuvre pour orchestre à cordes à Spa Grand Hall de Scarborough, en outre, il écrit quelques pièces mineures.

### Copiste de Delius
En 1928, apprenant que Delius était devenu pratiquement impuissant à cause de la cécité et de la paralysie (due à la syphilis), il offre ses services de copiste. Fenby travaille, chez le compositeur dans sa maison à Grez-sur-Loing, près de Paris, pour une longue période, jusqu'à la mort de Delius, presque six ans plus tard. Le projet est éprouvant, non seulement en raison de la nécessité de concevoir un mode unique de communication musicale, mais aussi à cause du tempérament difficile et de l'athéisme de Delius. Bien que né dans une famille méthodiste, Fenby était récemment devenu un fervent Catholique. La pression  sur lui étant renforcée par l'obligation d'agir comme infirmier pendant les derniers jours du compositeur. Puis ont suivi d'autres responsabilités, notamment la visite de la veuve de Delius, Jelka gravement malade et l'accompagnement du corps du compositeur en l'Angleterre pour l'enterrement. L'expérience le laisse « complètement brûlé ». En 1936, il publie un récit, Delius As I Knew Him,.
Les œuvres de Frederick Delius qu'il a aidé à écrire (tous pour orchestre à moins d'indication contraire) sont :
- A Song of Summer
- Fantastic Dance
- Irmelin, prélude
- Caprice and Elegy pour violoncelle et orchestre de chambre
- Sonate pour violon no 3
- Songs of Farewell pour double chœur et orchestre
- Idylle pour soprano, baryton et orchestre

Cet épisode de la vie de Fenby et de Delius a été adapté dans le film de Ken Russell daté de 1968, une production de la BBC, intitulée Song of Summer.

### Carrière
Après la mort de Delius, Fenby entre chez l'éditeur de musique Boosey & Hawkes. Il est engagé pour écrire la partition pour Jamaica Inn d'Alfred Hitchcock (inspiré du roman de Daphné du Maurier), mais sa carrière est interrompue par le seconde Guerre Mondiale : après avoir rejoint la Royal Artillery, il est transféré au corps de l'éducation à Bulford, où il dirige le  Southern Command Orchestra, et plus tard est mandaté pour diriger Royal Army Education Corps dans le Lancashire. Ayant quitté l'Église Catholique, en 1944, il épouse Rowena C. T. Marshall (fille d'un vicaire de Scarborough). Ils ont un fils, Roger et une fille, Ruth.
Après la guerre, Fenby fonde le département de musique du Collège de formation de North Riding. Il est en 1962, le directeur artistique du festival Delius de Bradford. De 1964 à 1977, il est professeur d'harmonie à la Royal Academy of Music de Londres.
Il est mort à Scarborough, revenant à sa foi Catholique dans ses dernières années.

## Honneurs
Fenby a été nommé Officier de l'Ordre de l'Empire Britannique (OBE) en 1962, pour sa direction artistique 
du festival du centenaire Delius à Bradford. Il est nommé président de la Société Delius la même année.
Il a reçu des doctorats honorifiques des universités de Jacksonville, Bradford et Warwick.

## Enregistrements
En tant que chef d'orchestre et pianiste, il a fait de nombreux enregistrements, notamment les interprétations définitives que l'on trouve sur le Fenby Héritage, un double LP gravé pour Unicorn Records. Il a été conseiller pour le film de Ken Russell Song of Summer (dans lequel il était incarné par Christopher Gable). Il a enregistré les trois sonates pour violon de Delius, tout d'abord avec Ralph Holmes et plus tard avec Yehudi Menuhin. Il a gravé également la Sonate pour violoncelle, avec Julian Lloyd Webber. Il a été le sujet d'un documentaire par Yorkshire Television intitulé  Song of Farewell.

## Œuvres
Toujours particulièrement auto-critique, il a détruit plusieurs de ses substantielles premières œuvres, cependant que les plus petites pièces d'Eric Fenby nous restent.
Œuvres orchestrales
- Ouverture « Rossini on Ilkla Moor » (1938)
- Marche lente « Lion Limb » (1952)
- Deux Aquarelles

Œuvres chorales
- Magnificat et Nunc Dimittis (1932)
- For music on the eve of Palm Sunday (1933, texte de Robert Nichols)

## Sources
- Eric Fenby - Nécrologie, Times, Londres, 22 février 1997
- Richard Stoker, "Fenby, Eric William (1906-1997)", Oxford Dictionary of National Biography, Oxford University Press, 2004
- Eric Blom (éd.), Grove Dictionary of Music and musicians, 5e édition (1954)